# Сейшелы на летних Олимпийских играх 2024
Сейшельские Острова принимали участие в Летних Олимпийских играх 2024, прошедших в Париже с 26 июля по 11 августа 2024 года. Это было одиннадцатое участие Сейшел в Олимпийских играх. 

## Состав сборной
Лёгкая атлетика
1. Дилан Сикобо

 Плавание
1. Саймон Бахманн
2. Кема Элизабет

## Результаты

### Лёгкая атлетика
Мужчины
| Спортсмен    | Дистанция | Предварительный раунд | Предварительный раунд | Полуфинал | Полуфинал | Финал     | Финал     |
| Спортсмен    | Дистанция | Время                 | Место                 | Время     | Место     | Время     | Место     |
| ------------ | --------- | --------------------- | --------------------- | --------- | --------- | --------- | --------- |
| Дилан Сикобо | 100 м     | 10.51                 | 2                     | Не прошёл | Не прошёл | Не прошёл | Не прошёл |

### Плавание
В следующий раунд на каждой дистанции проходят спортсмены, показавшие лучший результат по времени, независимо от места, занятого в своём заплыве. 
Мужчины
| Спортсмен      | Дистанция                        | Предварительный раунд | Предварительный раунд | Полуфинал | Полуфинал | Финал     | Финал     |
| Спортсмен      | Дистанция                        | Время                 | Место                 | Время     | Место     | Время     | Место     |
| -------------- | -------------------------------- | --------------------- | --------------------- | --------- | --------- | --------- | --------- |
| Саймон Бахманн | 200 метров комплексным плаванием | 2:06.48               | 22                    | Не прошёл | Не прошёл | Не прошёл | Не прошёл |

Женщины
| Спортсменка   | Дистанция                | Предварительный раунд | Предварительный раунд | Полуфинал | Полуфинал | Финал     | Финал     |
| Спортсменка   | Дистанция                | Время                 | Место                 | Время     | Место     | Время     | Место     |
| ------------- | ------------------------ | --------------------- | --------------------- | --------- | --------- | --------- | --------- |
| Кема Элизабет | 50 метров вольным стилем | 28.18                 | 47                    | Не прошла | Не прошла | Не прошла | Не прошла |